# Episodi di Arrow (settima stagione)
La settima stagione della serie televisiva Arrow, composta da 22 episodi, è stata trasmessa in prima visione assoluta negli Stati Uniti d'America da The CW dal 15 ottobre 2018 al 13 maggio 2019.
In Italia la stagione è stata trasmessa su Premium Action dal 12 marzo al 6 agosto 2019. In chiaro è stata trasmessa su Italia 1 dall'11 gennaio al 21 marzo 2020 nel day-time.
La stagione contiene un crossover con la quarta stagione di Supergirl e la quinta stagione di The Flash, chiamato Altrimondi, in onda in tre serate dal 9 all'11 dicembre 2018; ha inoltre introdotto il personaggio di Batwoman.
Durante questa stagione entrano nel cast principale Kirk Acevedo e Sea Shimooka, e lasceranno la serie in questa stagione.
Gli antagonisti principali sono Ricardo Diaz / Il Drago, Dante ed Emiko Adachi / Red Arrow
| n° | Titolo originale         | Titolo italiano           | Prima TV USA     | Prima TV Italia |
| -- | ------------------------ | ------------------------- | ---------------- | --------------- |
| 1  | Inmate 4587              | Detenuto 4587             | 15 ottobre 2018  | 12 marzo 2019   |
| 2  | The Longbow Hunters      | I Longbow Hunters         | 22 ottobre 2018  | 19 marzo 2019   |
| 3  | Crossing Lines           | Oltrepassare i limiti     | 29 ottobre 2018  | 26 marzo 2019   |
| 4  | Level Two                | Il secondo livello        | 5 novembre 2018  | 2 aprile 2019   |
| 5  | The Demon                | Il demone                 | 12 novembre 2018 | 9 aprile 2019   |
| 6  | Due Process              | Giusto processo           | 19 novembre 2018 | 16 aprile 2019  |
| 7  | The Slabside Redemption  | Lotta per la libertà      | 26 novembre 2018 | 23 aprile 2019  |
| 8  | Unmasked                 | Senza maschera            | 3 dicembre 2018  | 30 aprile 2019  |
| 9  | Elseworlds, Part 2       | Altrimondi - II Parte     | 10 dicembre 2018 | 7 maggio 2019   |
| 10 | My Name is Emiko Queen   | Mi chiamo Emiko Queen     | 21 gennaio 2019  | 14 maggio 2019  |
| 11 | Past Sins                | Peccati del passato       | 28 gennaio 2019  | 21 maggio 2019  |
| 12 | Emerald Archer           | L'arciere di smeraldo     | 4 febbraio 2019  | 28 maggio 2019  |
| 13 | Star City Slayer         | L'assassino di Star City  | 11 febbraio 2019 | 4 giugno 2019   |
| 14 | Brothers & Sisters       | Fratelli e sorelle        | 4 marzo 2019     | 11 giugno 2019  |
| 15 | Training Day             | Training day              | 11 marzo 2019    | 18 giugno 2019  |
| 16 | Star City 2040           | Star City 2040            | 18 marzo 2019    | 25 giugno 2019  |
| 17 | Inheritance              | L'eredità                 | 25 marzo 2019    | 2 luglio 2019   |
| 18 | Lost Canary              | Canary perduta            | 15 aprile 2019   | 9 luglio 2019   |
| 19 | Spartan                  | Spartan                   | 22 aprile 2019   | 16 luglio 2019  |
| 20 | Confessions              | Confessioni               | 29 aprile 2019   | 23 luglio 2019  |
| 21 | Living Proof             | Prova vivente             | 6 maggio 2019    | 30 luglio 2019  |
| 22 | You Have Saved This City | Hai salvato questa città! | 13 maggio 2019   | 6 agosto 2019   |

## Detenuto 4587
- Titolo originale: Inmate 4587
- Diretto da: James Bamford
- Scritto da: Beth Schwartz e Oscar Balderrama

### Trama
Cinque mesi dopo aver dichiarato pubblicamente di essere Green Arrow, Oliver cerca di mantenere un basso profilo in prigione nella speranza di ottenere una riduzione della sua condanna, uno sforzo che viene complicato dalla richiesta di aiuto di Daniel, che lo minaccia, e dalla presenza dei soci di Ricardo. 
Nel frattempo, Felicity e William vivono sotto protezione testimoni, mentre John e l'A.R.G.U.S. danno la caccia a Ricardo. 
Di ritorno a Star City, un nuovo arciere vigilante appare sulla scena, smantellando le operazioni del trafficante di armi Jason Stent e bersagliando altri criminali sulla sua lista. 
L'arciere ruba anche denaro dai suoi bersagli per aiutare i poveri della città. 
Rene, nonostante non sappia chi sia l'arciere, decide di fidarsi di lui dopo essere stato aiutato dal vigilante. Il resto del Team Arrow non si fida dell'arciere e Dinah è determinata ad arrestarlo. 
Dopo essere stato scoperta da Ricardo, Felicity lascia la protezione dei testimoni per aiutare a catturarlo. In un flashforward, ambientato vent'anni nel futuro, un adulto William cerca l'aiuto di Roy Harper su Lian Yu.
- Ascolti USA: telespettatori 1 430 000[2]

## I Longbow Hunters
- Titolo originale: The Longbow Hunters
- Diretto da: Laura Belsey
- Scritto da: Jill Blankenship e Rebecca Bellotto

### Trama
I Longbow Hunters arrivano a Star City e il team collabora con l'A.R.G.U.S. per cercare di impedire loro di rubare un'arma con incredibili capacità distruttive. 
Felicity e John si scontrano sulle loro priorità nel trovare Ricardo, portando Felicity a stringere un accordo con l'agente Watson. 
Nel frattempo, Laurel e Dinah sono costrette a mettere da parte la loro faida e lavorare insieme mentre Oliver cerca di liberarsi di una guardia carceraria in cambio di informazioni su Ricardo. 
Nel flashforward, William e Roy trovano un indizio nascosto nell'arco di Oliver che li riporta a Star City.
- Ascolti USA: telespettatori 1 180 000[3]

## Oltrepassare i limiti
- Titolo originale: Crossing Lines
- Diretto da: Gordon Verheul
- Scritto da: Elizabeth Kim (soggetto); Onalee Hunter Hughes e Sarah Tarkoff (sceneggiatura)

### Trama
Oliver chiede a Daniel di onorare il loro accordo e Daniel dice che un detenuto noto come "Il Demone" è l'uomo di Ricardo. 
Daniel sostiene di organizzare un incontro con il Demone, ma è invece un'imboscata. 
Dopo aver sconfitto gli uomini assoldati da Daniel, Daniel rivela che il Demone è stato incarcerato al Livello Due, spingendo Oliver ad attaccare una guardia per essere trasferito lì. 
Nel frattempo, Felicity pianifica una trappola per Ricardo e i Longbow Hunters al CDC insieme a Rene e Dinah. 
Il piano fallisce e l'agente Watson viene trasferita, ma viene rivelato che Rene e Felicity hanno catturato Silencer. 
Intanto, durante una missione dell'A.R.G.U.S. a Zurigo con Curtis, John scopre che Lyla gli ha tenuto nascosto un segreto.
- Ascolti USA: telespettatori 1 150 000[4]

## Il livello 2
- Titolo originale: Level Two
- Diretto da: Ben Bray
- Scritto da: Emilio Ortega Aldrich e Tonya Kong

### Trama
In carcere, Oliver viene torturato sia psicologicamente che con l'uso di droghe e altri dispositivi elettrici, con l'intento di "riprogrammare" il suo cervello. 
A Star City, Dinah arresta Rene quando scopre che sta fornendo supporto al nuovo Green Arrow, ma quando il vigilante salva la vita di Zoe, inizia a fidarsi di lui. 
Lavorando insieme, Dinah, Rene e il vigilante sono in grado di catturare gli incendiari. 
Altrove, Felicity arruola Laurel per torturare Silencer e avere informazioni su Ricardo, ma senza successo. 
Felicity le permette di scappare nella speranza che lei li condurrà a Ricardo, dopo aver piantato una microspia nella sua cintura. 
Nel flashforward, William e Roy sono a Star City, le coordinate cambiano portandoli a ciò che rimane della Smoak Techologies. 
William risolve un puzzle e ottiene un cubo di Rubik; lui e Roy vengono attaccati dalla polizia ma salvati da Dinah che li conduce in salvo dove incontrano una Zoe adulta. 
Dopo che William ha risolto il secondo enigma, Dinah afferma che Felicity è morta.
- Ascolti USA: telespettatori 1 080 000[5]

## Il demone
- Titolo originale: The Demon
- Diretto da: Mark Bunting
- Scritto da: Benjamin Raab e Deric A. Hughes

### Trama
Dopo essere stato apparentemente "riprogrammato", Oliver viene spostato nella parte del Livello Due dove ci sono anche gli altri carcerati. 
Il Livello Due è praticamente una struttura segreta sotto Slabside, dove i detenuti vengono tenuti in condizioni disumane e per lo più sono oggetto di esperimenti, fino alla morte. 
Scopre che Talia al Ghul è il Demone: con riluttanza si allea con Talia per pianificare una fuga, tuttavia, decide di non fuggire per evitare di dover passare il resto della sua vita da fuggiasco. 
Dopo aver raccolto le prove di quello che succede nel Livello Due, chiede a Talia di consegnarli a Felicity, cosa che fa, causando così la chiusura della struttura e il trasferimento di Oliver al Livello Uno. 
Altrove, Curtis torna in campo con John e aiuta a catturare un terrorista internazionale. 
Laurel prevede di utilizzare le prove raccolte da Oliver per perorare la causa della sua liberazione.
- Ascolti USA: telespettatori 1 260 000[6]

## Giusto processo
- Titolo originale: Due Process
- Diretto da: Kristin Windell
- Scritto da: Sarah Tarkoff e Tonya Kong

### Trama
Ricardo massacra la Bratva e tortura Anatoly per entrare in contatto con uno dei suoi ex membri del KGB. 
Il Team Arrow salva Anatoly e scopre che Ricardo ha intenzione di livellare Star City con esplosivi aerei ottenuti dall'associato: il Team Arrow sventa il piano e alla fine cattura Ricardo con l'aiuto del nuovo Green Arrow. 
Nel frattempo a Slabside, Stanley viene accusato di aver ucciso una guardia, ma proclama la sua innocenza. 
Oliver trova il coltello usato nell'attacco con le impronte digitali di Ben Turner. 
Uscito dall'isolamento, Stanley ringrazia Oliver, ma inavvertitamente rivela di sapere che il coltello apparteneva a Ben, informazioni che non avrebbe potuto ottenere visto il luogo dove era stato rinchiuso fino a poco prima. 
Alla SCPD, Laurel orchestra un accordo che vedrà Oliver uscire di prigione dato che, in cambio, aiutarerà l'FBI nel loro caso contro Ricardo. 
Nel flash-forward, William e Roy scoprono che prima della sua apparente morte, Felicity era diventata una criminale, assumendo il ruolo del padre come Calcolatore. 
I due, insieme a Dinah e Zoe, trovano i piani di Felicity per la distruzione di Star City.
- Ascolti USA: telespettatori 1 030 000[7]

## Lotta per la libertà
- Titolo originale: The Slabside Redemption
- Diretto da: James Bamford
- Scritto da: Jill Blankenship e Rebecca Bellotto

### Trama
A Oliver viene detto che è pronto per essere scarcerato. 
Oliver si confronta con Stanley su di lui e sul fatto d'avere incastrato Ben per l'omicidio della guardia e poi visita Ben, promettendo di aiutarlo una volta uscito di prigione. 
Ricardo arriva a Slabside in trasporto di prigionieri, ma corrompe una guardia per liberarlo. 
Si presenta nella sala dei colloqui in carcere per far visita ad Oliver e minaccia, attraverso il vetro, di uccidere lui e la sua famiglia. Dopo che le guardie si sono rifiutate di prendere sul serio i suoi avvertimenti su Ricardo, Oliver esce dalla sua cella e sfugge al Livello 1 per contattare il Team Arrow. 
Ricardo interrompe le comunicazioni dalla prigione, impedendo a Oliver di ottenere aiuto esterno e rilascia tutti i prigionieri, dando inizio a una sommossa. 
Ben aiuta Oliver ad arrivare ad uno scontro finale con Ricardo. 
Durante la loro lotta, Oliver pugnala Ricardo nella sua cella e lo blocca in essa. Nel frattempo, Stanley uccide Daniel e fugge usando il passaggio dall'obitorio. 
Oliver è finalmente libero e si riunisce con Felicity e John.
- Ascolti USA: telespettatori 1 310 000[8]

## Senza maschera
- Titolo originale: Unmasked
- Diretto da: Alexandra La Roche
- Scritto da: Oscar Balderrama e Beth Schwartz

### Trama
Ora libero dal carcere, Oliver cerca di riadattarsi alla vita esterna. 
Durante una festa proprio in suo onore, avviene un omicidio per il quale viene sospettato il nuovo Green Arrow. 
Oliver, Dinah e Rene si propongono di dimostrare l'innocenza del vigilante. Nel frattempo, Oliver e Felicity faticano ad adattarsi ai cambiamenti che la carcerazione di Oliver ha inflitto alle loro vite. 
Dopo aver aiutato Oliver ad arrestare Max Fuller per aver orchestrato gli omicidi di Frank Cassady, Sam Hutchinson e Clayton Ford, Dinah autorizza Oliver a lavorare con l'SCPD come vice speciale per evitare la legge anti-vigilante con grande fastidio del sindaco Emily Pollard. 
Il nuovo vigilante si rivela essere la sorellastra di Oliver avuta da una precedente relazione di Robert Queen. 
John e Lyla all'insaputa del Team Arrow, fanno visita a Ricardo in carcere per richiedere il suo aiuto. 
Nel flash-forward, Dinah, William e Zoe rintracciano una donna conosciuta come Blackstar, che aveva legami con i piani di Felicity.
- Ascolti USA: telespettatori 1 350 000[9]

## Altrimondi - II Parte
- Titolo originale: Elseworlds, Part 2
- Diretto da: James Bamford
- Scritto da: Marc Guggenheim e Caroline Dries

### Trama
Oliver e Barry cercano di rientrare ciascuno nel proprio corpo, ma non ci riescono e cercano di imparare ciascuno i trucchi dell'altro. Insieme a Kara vanno a Gotham City per cercare il dottor John Deegan e qui incontrano Kate Kane, alias Batwoman, che ha preso il posto del cugino Bruce Wayne quando questi ha abbandonato il ruolo di Batman. 
Kara e Kate hanno occasione di parlare dei rispettivi cugini e della loro amicizia complicata. 
Intanto Curtis, Felicity e John scoprono la causa del cielo rosso e dei fulmini. 
Barry, Oliver e Kara rintracciano il dottor Deegan al manicomio Arkham e lì, con l'aiuto di Batwoman, mettono le mani sul Libro del Destino. 
Più tardi, la squadra riceve una visita da parte di Barry Allen/Flash di Terra-90 (cioè il Flash della serie del 1990), che spiega chi ha avviato tutto; un essere cosmico che si fa chiamare il Monitor sta girando il Multiverso per trovare una Terra i cui eroi siano abbastanza forti per affrontare una minaccia in arrivo (riferimento alla saga Crisi sulle Terre infinite). 
Il Monitor appare nelle strade e conferma ai due Flash, a Supergirl e a Green Arrow quanto Barry di Terra-90 ha detto; un essere ancora più potente di lui sta arrivando e questo universo è il primo di tanti che ha dimostrato un minimo di potenziale per resistere. Tuttavia il Monitor non è soddisfatto e riprende il Libro del Destino per ridarlo al Dottor Deegan ordinandogli di pensare più in grande: come risultato, Barry e Oliver si ritrovano in una realtà dove sono criminali e finiscono per essere presi da Superman (con un costume nero).
- Nota.
- Questo episodio è la seconda parte di un crossover iniziato in Altrimondi - I Parte della serie The Flash e che si conclude nell'episodio Altrimondi - III Parte della serie Supergirl.
- Ascolti USA: telespettatori 2 060 000[10]

## Mi chiamo Emiko Queen
- Titolo originale: My Name is Emiko Queen
- Diretto da: Andi Armaganian
- Scritto da: Benjamin Raab e Derik A. Hughes

### Trama
Oliver inizia la sua collaborazione con la polizia di Star City. 
Per le strade della città si aggira un nuovo Green Arrow, che in realtà è una donna.
- Ascolti USA: telespettatori 1 220 000[11]

## Peccati del passato
- Titolo originale: Past Sins
- Diretto da: David Ramsey
- Scritto da: Onalee Hunter Hughes e Tonya Kong

### Trama
Oliver e Laurel rilasciano un'intervista ad un programma televisivo dove parlano della loro nuova vita. 
Durante l'intervista, si vede in un flashback che Oliver ed Emiko parlano davanti alla tomba del loro defunto padre e che lui chiede alla sorella di avere una possibilità per dimostrarle che lui non è come il padre mentre lei, arrabbiata, se ne va. 
Dopo la fine del programma, il giornalista che li ha intervistati viene rapito con la minaccia di essere ucciso se Oliver non lascerà il suo posto di collaboratore della polizia, mentre Laurel farà un brutto incontro che riporta a galla una triste parte del suo passato e della sua vita su Terra-2, il tutto con un motivo conduttore ben preciso: l'impossibilità di sfuggire al proprio passato. 
A rapire il giornalista è stato Sam Hackett, il figlio ormai adulto della guardia del corpo di Robert Queen, da lui ucciso sulla scialuppa su cui i tre avevano trovato rifugio dopo il naufragio della "Queen’s Gambit" per dare al figlio maggiori opportunità di sopravvivenza. Dopo la scomparsa del padre, l'odio di Sam nei confronti della famiglia Queen lo avrebbe portato a diventare una sorta di super-cattivo in grado di manipolare l'elettricità, che decide di prendere la propria rivincita contro l'indifferenza della ricca famiglia. 
Per Laurel le cose non sono meno complicate, sia per la sua reticenza a condividere le esperienze passate, che per la convinzione di dover risolvere da sola ogni problema, si comprenderà fino a che punto l'incontro con il suo stalker l'abbia sconvolta quando finirà per accettare l'aiuto sia di Felicity che di Dinah. 
L'uomo in questione si scoprirà essere la versione di Terra-1 dell'automobilista ubriaco che ha ucciso sua padre su Terra-2, un evento per cui Laurel, come racconterà a Felicity, si sente responsabile. 
Il Quentin di Terra-2 è infatti morto in un incidente d’auto per essere uscito a comprare la torta di compleanno che aveva dimenticato di acquistare, dopo che la figlia lo aveva accusato di essersi dimenticato di lei e dell'occasione. 
Nel frattempo all'ARGUS prosegue la 'Ghost Initiative' coinvolgendo non solo Ricardo, ma anche Joe Wilson, Cupid e China White, con Curtis che, hackerando la bomba impiantata nel cervello di Ricardo, riesce a fargli vivere una sorta di realtà alternativa grazie alla quale può prevedere gli incidenti e minimizzare i rischi di dover utilizzare per missioni delicate personaggi tanto volatili. 
In questa realtà alternativa, che non sa essere tale, Ricardo non solo riesce infatti a fuggire, liberando anche i suoi compagni di sventura, ma finisce anche per uccidere Curtis. 
Alla fine, il ragazzo finirà per apprendere una lezione dall'esperienza quando si renderà conto di essere necessario all'A.R.G.U.S. più di quanto l'A.R.G.U.S. non lo sia a lui e dirà chiaramente a John che, da questo momento in avanti, userà questa ritrovata sicurezza per fare in modo di impedire a lui e Lyla di commettere gli errori commessi da Amanda Waller. 
Alla fine dell'episodio si vedono Oliver ed Emiko che cercano di riavvicinarsi, dopo che lui rilascia un'altra intervista allo stesso programma televisivo in cui spiega realmente cosa avvenne sulla zattera 12 anni fa e Dinah riceve un biglietto anonimo sullo sterzo della sua macchina dallo stesso autore che li lasciava a Laurel.
- Ascolti USA: telespettatori 1 180 000[12]

## L'arciere di smeraldo
- Titolo originale: Emerald Archer
- Diretto da: Glen Winter
- Scritto da: Marc Guggenheim e Emilio Ortega Aldrich

### Trama
Una troupe gira un documentario su Oliver, seguendolo ovunque e intervistando tutte le persone che hanno avuto modo di conoscerlo anche come Green Arrow.
- Ascolti USA: telespettatori 1 070 000[13]

## L'assassino di Star City
- Titolo originale: Star City Slayer
- Diretto da: Gregory Smith
- Scritto da: Beth Schwartz e Jill Blankenship

### Trama
Dinah e il team Arrow sono alle prese con un serial killer che minaccia anche loro con dei biglietti. 
Oliver è in conflitto con William che non vuole vivere con lui.
- Ascolti USA: telespettatori 1 090 000[14]

## Fratelli e sorelle
- Titolo originale: Brothers & Sisters
- Diretto da: Marcus Stokes
- Scritto da: Rebecca Bellotto e Jeane Wong

### Trama
John e Lyla rispolverano l'iniziativa Fantasma e usano Ricardo come esca per arrivare a Virgilio che a sua volta li condurrà a Dante, finanziatore di terroristi nel mondo.
- Ascolti USA: telespettatori 890 000[15]

## Training day
- Titolo originale: Training Day
- Diretto da: Ruba Nadda
- Scritto da: Emilio Ortega Aldrich e Rebecca Rosenberg

### Trama
L'alleanza tra il team Arrow e la polizia non decolla per la grande diversità di metodo di lavoro. 
Emilly pretende che si seguano le regole delle istituzioni. 
Il bunker e di nuovo usato dal team arrow, e alla fine loro possono tornare ad utilizzare i loro costumi e armi facendo parte di una task force a parte.
- Ascolti USA: telespettatori 1 020 000[16]

## Star City 2040
- Titolo originale: Star City 2040
- Diretto da: James Bamford
- Scritto da: Beth Schwartz e Oscar Balderrama

### Trama
Dopo aver ascoltato il messaggio di Felicity inciso su una mini cassetta, William e Mia partono alla ricerca della madre. 
Le coordinate portano a The Glades.
- Ascolti USA: telespettatori 1 000 000[17]

## L'eredità
- Titolo originale: Inheritance
- Diretto da: Patia Prouty
- Scritto da: Sarah Tarkoff e Elizabeth Kim

### Trama
Oliver vuole redimere sua sorella Emiko ma la giovane guerriera non si fa domare. 
Dante è pronto a testare i droni che dovrebbero gettare su Star City il gas nervino.
- Ascolti USA: telespettatori 1 010 000[18]

## Canary perduta
- Titolo originale: Lost Canary
- Diretto da: Kristin Windell
- Scritto da: Jill Blankenship e Elisa Delson

### Trama
Oliver vuole scoprire chi ha ucciso la madre di Emiko. 
È convinto che dietro ci sia Dante. 
Laurel torna a essere Black Siren e si allea con Shadow Thief, con l'aiuto di Sara Lance, Felicity fa tornare in sé Laurel, poi decide di tornare su Terra-2.
- Ascolti USA: telespettatori 710 000[19]

## Spartan
- Titolo originale: Spartan
- Diretto da: Avi Youabian
- Scritto da: Benjamin Raab e Deric A. Hughes

### Trama
Il Nono Cerchio si impossessa di Archer e con essa vuole sviluppare la tecnologia dell'intelligenza artificiale. 
John incontra il suo patrigno, un generale dei Marines.
- Ascolti USA: telespettatori 710 000[20]

## Confessioni
- Titolo originale: Confessions
- Diretto da: Tara Miele
- Scritto da: Onalee Hunter Hughes e Emilio Ortega Aldrich

### Trama
Oliver e il suo team con l'aiuto di Roy cercheranno di impedire un attacco terroristico nella metropolitana di Star City. 
Ma le cose non andranno come previsto.
- Ascolti USA: telespettatori 640 000[21]

## Prova vivente
- Titolo originale: Living Proof
- Diretto da: Gordon Verheul
- Scritto da: Oscar Balderrama e Sarah Tarkoff

### Trama
Il team Arrow rimane intrappolato nell'esplosione dell'edificio dove li aveva attirati Emiko.
Oliver rivede Tommy sarà tornato in vita oppure è solo una commozione? Bingsley cerca di arrestare Felicity.
- Ascolti USA: telespettatori 630 000[22]

## Hai salvato questa città!
- Titolo originale: You Have Saved This City
- Diretto da: James Bamford
- Scritto da: Beth Schwartz e Rebecca Bellotto

### Trama
Il team Arrow cerca di impedire a Emiko di diffondere l'arma biologica e distruggere Star City. 
Mia e William si mobilitano per disattivare Archer.
Alla fine, arriva il Monitor che dice a Oliver che stanno arrivando le Crisi, e dovrà morire per proteggere tutte le persone.
- Ascolti USA: telespettatori 950 000[23]